# Partido de los Amantes de la Cerveza (Bielorrusia)
El Partido de los Amantes de la Cerveza (en ruso: Партия Любителей Пива (ПЛП), transl.: Partiya Lyubitelei Piva) fue un partido político satírico establecido en Bielorrusia y registrado el 30 de diciembre de 1993. 
Al igual que en muchas de las antiguas repúblicas soviéticas, hubo otros partidos por el mismo estilo.
De acuerdo con sus estatutos, el objetivo principal es "la lucha y defensa en pro de la pureza y la calidad de la cerveza nacional." Aparte, también incluyen temas serios como la "independencia y neutralidad del estado" así como "la libertad para mantener relaciones económicas" y "el derecho a la propiedad privada".
El representante del partido fue Andrey Romashevski, el cual fue arrestado y encarcelado en 1995 por, supuestamente, haber quemado la bandera nacional en público. A los tres meses, aumentaron su pena a dos años de prisión. Sin embargo, Romashevski negó ser el responsable del suceso. Posteriormente, se trasladaría a Polonia y a Chequia, donde obtendría la ciudadanía en este último país. Poco después se incorporaría al Partido Pirata, mientras que el PLP (siglas en ruso del partido cervecero) cayó en declive.
Finalmente, en 1998 la Corte Suprema de Bielorrusia liquidó el partido político. La razón dada fue que este partido (al igual que otros) no respondió a la petición del Ministerio de Justicia, los cuales les pidieron los documentos sobre los miembros y la estructura del partido.